# Clapiers
Ne doit pas être confondu avec Clapier.
 (juin 2018).
Clapiers [kla.pje] (en occitan languedocien Clapiés [kla.'pjes]) est une commune française située dans l'est du département de l'Hérault, en région Occitanie, en périphérie de Montpellier.
Exposée à un climat méditerranéen, elle est drainée par le Lez, la Lironde et par divers autres petits cours d'eau. La commune possède un patrimoine naturel remarquable : un site Natura 2000 (« le Lez ») et une zone naturelle d'intérêt écologique, faunistique et floristique.
Clapiers est une commune urbaine qui compte 6 010 habitants en 2022, après avoir connu une forte hausse de la population depuis 1962. Elle est dans l'agglomération de Montpellier et fait partie de l'aire d'attraction de Montpellier. Ses habitants sont appelés les Clapiérois et Clapiéroises.

## Géographie
Clapiers est limitrophe de Montpellier. C'est le fleuve le Lez qui fait la frontière naturelle entre les deux communes.

### Communes limitrophes
Les communes limitrophes sont Castelnau-le-Lez, Assas, Jacou, Montferrier-sur-Lez, Montpellier, Prades-le-Lez et Teyran.

### Hydrographie
Le canal du Bas-Rhône Languedoc irrigue les champs et alimente le Lez en été.

### Climat
En 2010, le climat de la commune est de type climat méditerranéen franc, selon une étude s'appuyant sur une série de données couvrant la période 1971-2000. En 2020, Météo-France publie une typologie des climats de la France métropolitaine dans laquelle la commune est exposée à un climat méditerranéen et est dans la région climatique  Provence, Languedoc-Roussillon, caractérisée par une pluviométrie faible en été, un très bon ensoleillement (2 600 h/an), un été chaud (21,5 °C), un air très sec en été, sec en toutes saisons, des vents forts (fréquence de 40 à 50 % de vents > 5 m/s) et peu de brouillards.
Pour la période 1971-2000, la température annuelle moyenne est de 14,3 °C, avec une amplitude thermique annuelle de 16,5 °C. Le cumul annuel moyen de précipitations est de 740 mm, avec 6 jours de précipitations en janvier et 2,9 jours en juillet. Pour la période 1991-2020, la température moyenne annuelle observée sur la station météorologique la plus proche, située sur la commune de Prades-le-Lez à 4,76 km à vol d'oiseau, est de 14,6 °C et le cumul annuel moyen de précipitations est de 869,7 mm,. Pour l'avenir, les paramètres climatiques de la commune estimés pour 2050 selon différents scénarios d'émission de gaz à effet de serre sont consultables sur un site dédié publié par Météo-France en novembre 2022.

### Milieux naturels et biodiversité

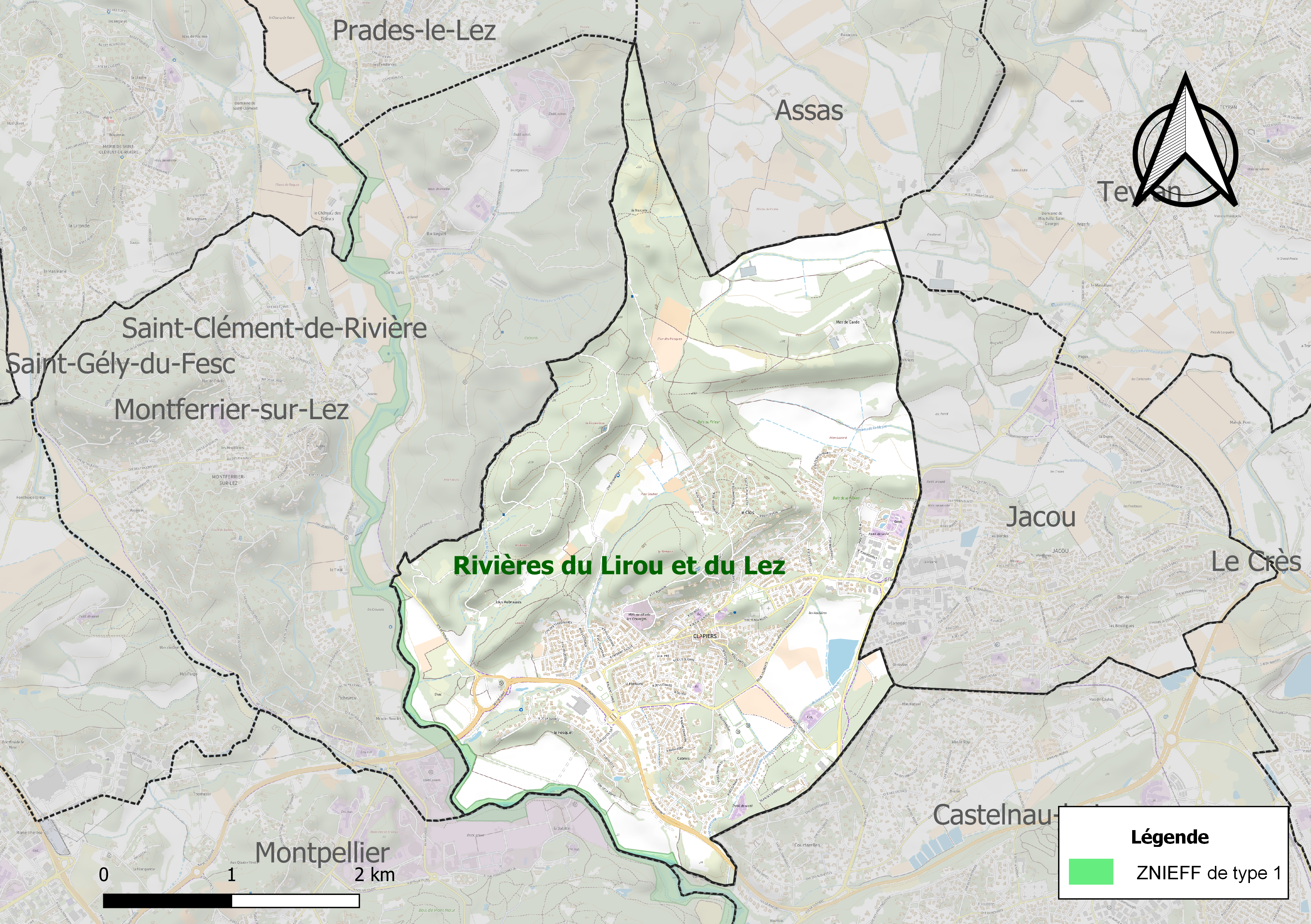
Carte de la ZNIEFF de type 1 localisée sur la commune.

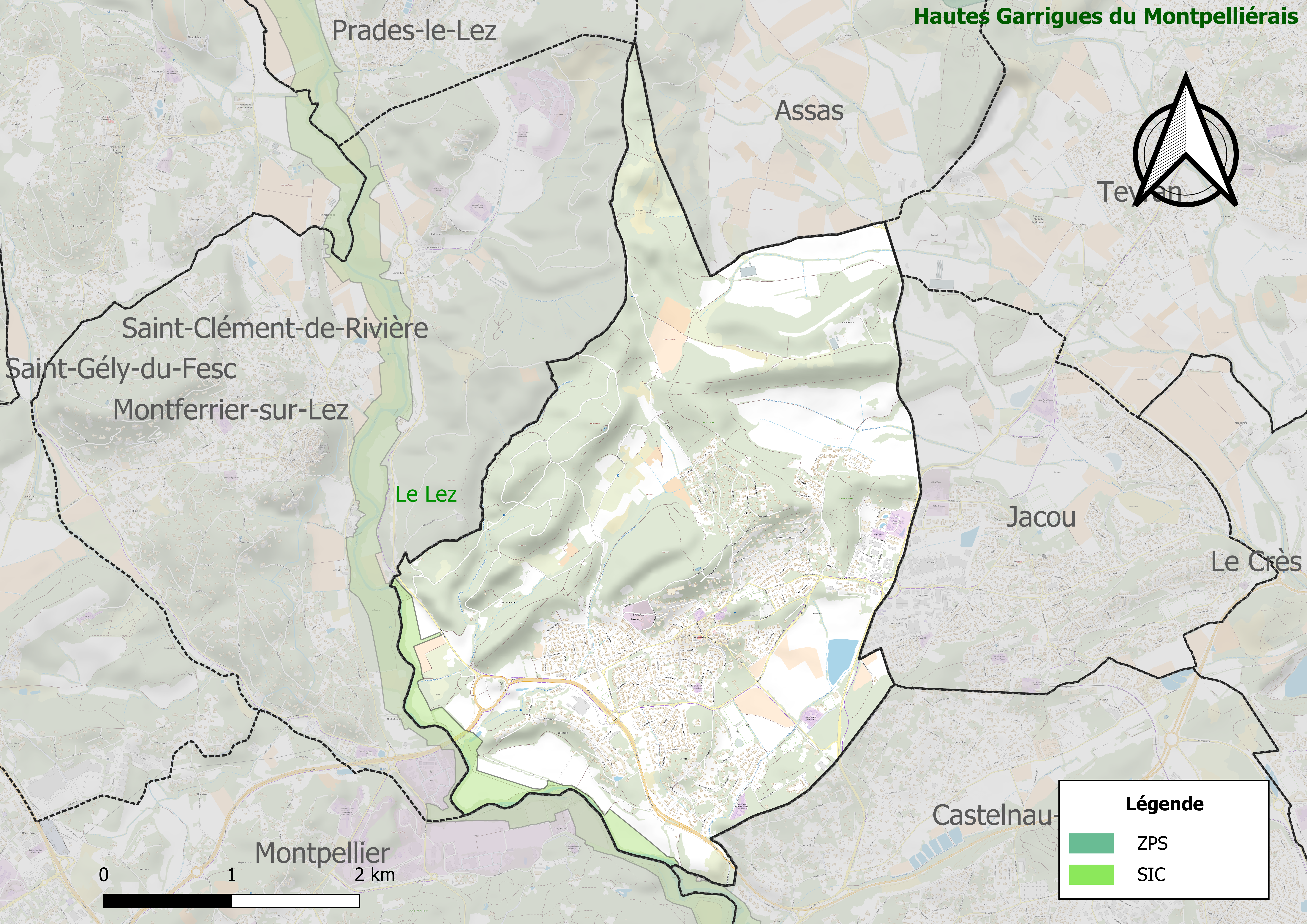
Site Natura 2000 sur le territoire communal.

La forêt de Clapiers est composée d'une surface de 178 hectares, dont 122 représentent la forêt communale et le restant est composé de garrigue. La forêt communale est soumise au régime forestier de l'office national des forêts (ONF). Elle est constituée, selon les indications de la ville de Clapiers, de :
- 63 % de pins d'Alep ;
- 7 % de pins pignons ;
- 5 % de cyprès méditerranéens ;
- 2 % d'autres arbres.

## Urbanisme

### Typologie
Au 1er janvier 2024, Clapiers est catégorisée ceinture urbaine, selon la nouvelle grille communale de densité à sept niveaux définie par l'Insee en 2022.
Elle appartient à l'unité urbaine de Montpellier, une agglomération intra-départementale regroupant 22  communes, dont elle est une commune de la banlieue,,. Par ailleurs la commune fait partie de l'aire d'attraction de Montpellier, dont elle est une commune de la couronne,. Cette aire, qui regroupe 161 communes, est catégorisée dans les aires de 700 000 habitants ou plus (hors Paris),.

### Occupation des sols
L'occupation des sols de la commune, telle qu'elle ressort de la base de données européenne d’occupation biophysique des sols Corine Land Cover (CLC), est marquée par l'importance des territoires agricoles (37,2 % en 2018), en diminution par rapport à 1990 (44,2 %). La répartition détaillée en 2018 est la suivante : 
forêts (27,4 %), zones urbanisées (27,2 %), cultures permanentes (20,3 %), zones agricoles hétérogènes (16,9 %), milieux à végétation arbustive et/ou herbacée (8,2 %). L'évolution de l’occupation des sols de la commune et de ses infrastructures peut être observée sur les différentes représentations cartographiques du territoire : la carte de Cassini (XVIIIe siècle), la carte d'état-major (1820-1866) et les cartes ou photos aériennes de l'IGN pour la période actuelle (1950 à aujourd'hui).

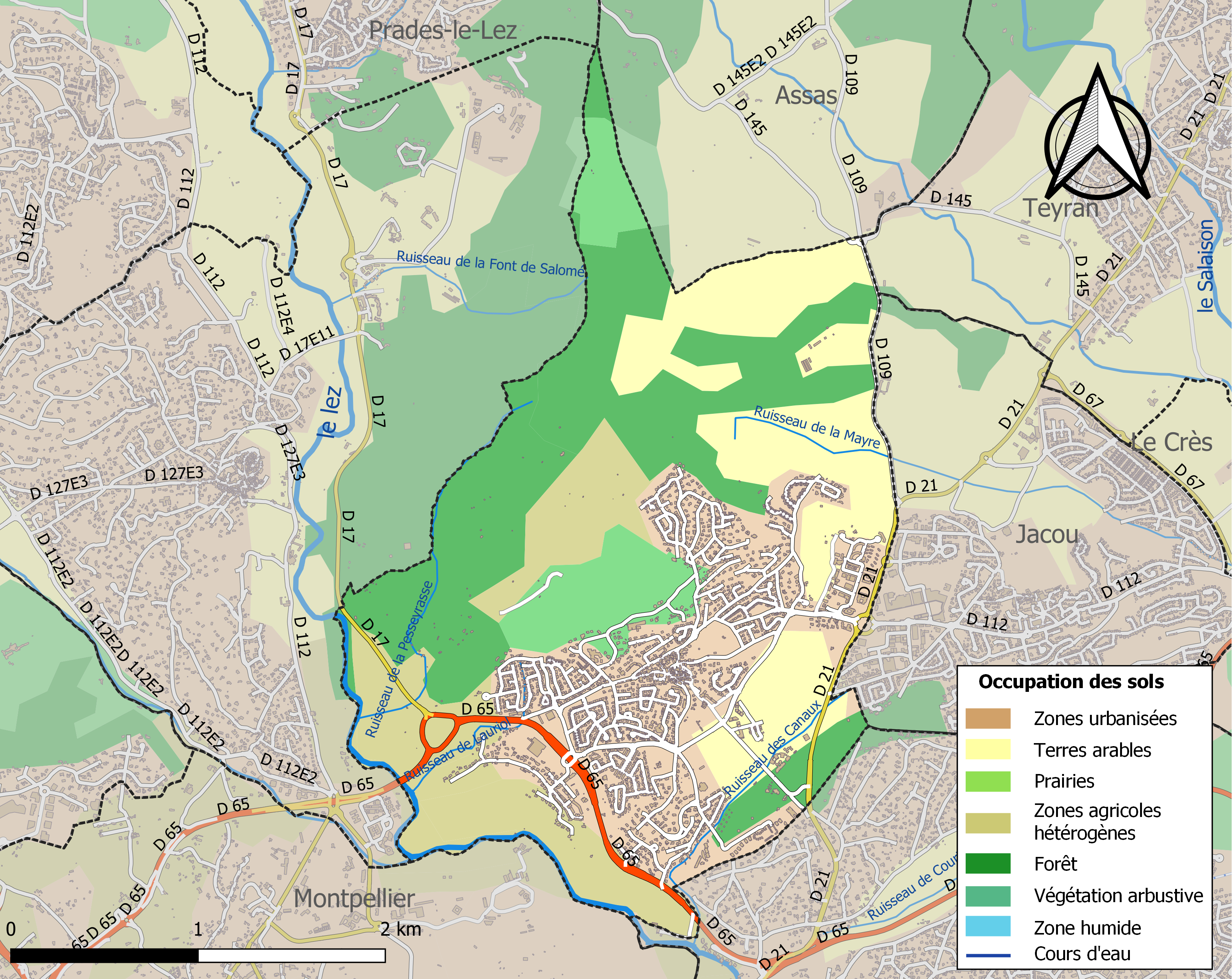
Carte des infrastructures et de l'occupation des sols de la commune en 2018 (CLC).

## Voies de communication et transports
- Transport routier : La route départementale 65 longe Clapiers par le sud. Elle part de l'ouest de Montpellier pour aller jusqu'à Vendargues. La route départementale 21 longe Clapiers par l'est. Elle part de Carnon pour aller jusqu'à la limite entre l'Hérault et le Gard, dans les bois de Combe-Chaude ;
- Transports en commun : Clapiers étant dans Montpellier Méditerranée Métropole, la TAM (Transports de l'agglomération de Montpellier) s'occupe des transports en commun. Les lignes de bus 22 et 36 desservent Clapiers. Une cinquième ligne de tramway est actuellement en cours de construction (en attendant la ligne 2 passe à Jacou).

## Toponymie
La commune doit son nom au fait qu'un village nommé Clapiés (racine « clapàs » en occitan languedocien, « pierrier » en français) a été bâti sur une colline rocailleuse.

## Histoire
Les premières traces d'habitats sont des villas agricoles gallo-romaines.
Il y eut un village fortifié au Moyen Âge. Le seigneur de Montpellier Guilhem VII qui venait de recevoir de son frère Guilhem d'Aumelas et de Tortosa, entrant dans l'ordre des Templiers, la seigneurie De Castries, fit du remembrement. Il acheta en mars 1158 à Aimeric Barbeiran les dépendances du domaine de Castries qui incluaient la propriété et paroisse Sainte Marie de Clapiers. Cela comportait, les terres, les eaux, les rives, les maisons, les fortifications, les hommes les femmes, le gibier…[réf. nécessaire]
Dans les années 1960, elle a été entraînée par la progression démographique de Montpellier.

### Héraldique
| Blason de Clapiers | Blason  | « d'azur à l'église d'or ouvert et ajouré du champ posé sur une terrasse aussi d'or, et accosté de deux pins de sinople futés au naturel, surmontés, celui de dextre, d'une croix cléchée et pommetée d'or remplie de gueules (croix occitane) et, celui de senestre, d'un tau d'or ». |
| Blason de Clapiers | Détails | Le statut officiel du blason reste à déterminer. |

## Politique et administration
La commune a engagé une politique de développement durable en lançant une démarche d'Agenda 21 en 2009.

### Liste des maires
| Période   | Période   | Identité           | Étiquette | Qualité |
| --------- | --------- | ------------------ | --------- | --- |
| 1947      | 1949      | Jean Darte         |           | |
| 1949      | 1953      | Gabriel Caizergues |           | |
| 1953      | 1959      | Jean Fallet        |           | |
| 1959      | mars 1977 | Louis Pelissier    |           | |
| mars 1977 | mars 1983 | Jacques Vidal      |           | |
| mars 1983 | mars 2014 | Pierre Maurel      | PS        | Conseiller général du canton de Montpellier-2 (1993-2015) Vice-président du conseil général                                                                         |
| mars 2014 | En cours  | Éric Penso,        | PS        | Principal adjoint de l’Éducation nationale Vice-président de Montpellier Méditerranée Métropole Président délégué de la commission Culture et patrimoine historique |

### Jumelages
La ville de Clapiers est jumelée avec :
- Celestynów (Pologne) ;
- Collelongo (Italie) ;
- Toma (Burkina Faso).

## Population et société

### Démographie
L'évolution du nombre d'habitants est connue à travers les recensements de la population effectués dans la commune depuis 1793. Pour les communes de moins de 10 000 habitants, une enquête de recensement portant sur toute la population est réalisée tous les cinq ans, les populations de référence des années intermédiaires étant quant à elles estimées par interpolation ou extrapolation. Pour la commune, le premier recensement exhaustif entrant dans le cadre du nouveau dispositif a été réalisé en 2006.

En 2022, la commune comptait 6 010 habitants, en évolution de +9,81 % par rapport à 2016 (Hérault : +7,49 %, France hors Mayotte : +2,11 %).
| 1793 | 1800 | 1806 | 1821 | 1831 | 1836 | 1841 | 1846 | 1851 |
| ---- | ---- | ---- | ---- | ---- | ---- | ---- | ---- | ---- |
| 168  | 174  | 212  | 188  | 243  | 266  | 284  | 279  | 277  |

| 1856 | 1861 | 1866 | 1872 | 1876 | 1881 | 1886 | 1891 | 1896 |
| ---- | ---- | ---- | ---- | ---- | ---- | ---- | ---- | ---- |
| 288  | 258  | 318  | 310  | 245  | 216  | 220  | 251  | 304  |

| 1901 | 1906 | 1911 | 1921 | 1926 | 1931 | 1936 | 1946 | 1954 |
| ---- | ---- | ---- | ---- | ---- | ---- | ---- | ---- | ---- |
| 307  | 301  | 302  | 275  | 286  | 325  | 325  | 317  | 309  |

| 1962 | 1968 | 1975 | 1982  | 1990  | 1999  | 2006  | 2011  | 2016  |
| ---- | ---- | ---- | ----- | ----- | ----- | ----- | ----- | ----- |
| 326  | 374  | 867  | 1 900 | 3 478 | 4 631 | 4 939 | 5 265 | 5 473 |

| 2021  | 2022  | - | - | - | - | - | - | - |
| ----- | ----- | - | - | - | - | - | - | - |
| 5 811 | 6 010 | - | - | - | - | - | - | - |

### Répartition socioprofessionnelle
Répartition socioprofessionnelle dans la commune de Clapiers en 2011, selon les données de l'Insee[source insuffisante].
| Profession                                     | Nbre de personnes en exercice | % de la population totale |
| ---------------------------------------------- | ----------------------------- | ------------------------- |
| Agriculteurs                                   | 0                             | 0                         |
| Artisans, commerçants, chefs d'entreprise      | 132                           | 3,1                       |
| Cadres et professions intellectuelles          | 776                           | 18,2                      |
| Professions intermédiaires                     | 696                           | 16,3                      |
| Employés                                       | 596                           | 14                        |
| Ouvriers                                       | 260                           | 6,1                       |
| Retraités                                      | 1036                          | 24,3                      |
| Autres personnes sans activité professionnelle | 776                           | 18,2                      |
| Ensemble                                       | 4272                          | 100                       |

## Enseignement
La commune de Clapiers possède une crèche, une école maternelle, deux écoles élémentaires et un collège qui accueillent les enfants de Clapiers, d'Assas, de Guzargues et Saint-Croix de Quintillargues. Le lycée de secteur de la commune est le lycée agricole Frédéric Bazille - Agropolis, à Montpellier.
Un conseil municipal des jeunes (C.M.J.) composé d'enfants (C.M.1-6e) est élu tous les 2 ans.

## Économie

### Revenus
En 2018, la commune compte 2 111 ménages fiscaux, regroupant 5 298 personnes. La médiane du revenu disponible par unité de consommation est de 26 910 € (20 330 € dans le département). 65 % des ménages fiscaux sont imposés (45,8 % dans le département).

### Emploi
|                | 2008   | 2013   | 2018  |
| -------------- | ------ | ------ | ----- |
| Commune        | 7 %    | 7,3 %  | 9,2 % |
| Département    | 10,1 % | 11,9 % | 12 %  |
| France entière | 8,3 %  | 10 %   | 10 %  |

En 2018, la population âgée de 15 à 64 ans s'élève à 3 365 personnes, parmi lesquelles on compte 73,6 % d'actifs (64,5 % ayant un emploi et 9,2 % de chômeurs) et 26,4 % d'inactifs,. Depuis 2008, le taux de chômage communal (au sens du recensement) des 15-64 ans est inférieur à celui de la France et du département.
La commune fait partie de la couronne de l'aire d'attraction de Montpellier, du fait qu'au moins 15 % des actifs travaillent dans le pôle,. Elle compte 1 653 emplois en 2018, contre 1 473 en 2013 et 1 361 en 2008. Le nombre d'actifs ayant un emploi résidant dans la commune est de 2 210, soit un indicateur de concentration d'emploi de 74,8 % et un taux d'activité parmi les 15 ans ou plus de 56,6 %.
Sur ces 2 210 actifs de 15 ans ou plus ayant un emploi, 447 travaillent dans la commune, soit 20 % des habitants. Pour se rendre au travail, 78,7 % des habitants utilisent un véhicule personnel ou de fonction à quatre roues, 5,3 % les transports en commun, 11,8 % s'y rendent en deux-roues, à vélo ou à pied et 4,2 % n'ont pas besoin de transport (travail au domicile).

### Activités hors agriculture

#### Secteurs d'activités
535 établissements sont implantés  à Clapiers au 31 décembre 2019. Le tableau ci-dessous en détaille le nombre par secteur d'activité et compare les ratios avec ceux du département,.
| Secteur d'activité                                                                                        | Commune | Commune | Département |
| Secteur d'activité                                                                                        | Nombre  | %       | %           |
| --- | ------- | ------- | ----------- |
| Ensemble                                                                                                  | 535     | 100 %   | (100 %)     |
| Industrie manufacturière, industries extractives et autres                                                | 27      | 5 %     | (6,7 %)     |
| Construction                                                                                              | 43      | 8 %     | (14,1 %)    |
| Commerce de gros et de détail, transports, hébergement et restauration                                    | 93      | 17,4 %  | (28 %)      |
| Information et communication                                                                              | 39      | 7,3 %   | (3,3 %)     |
| Activités financières et d'assurance                                                                      | 18      | 3,4 %   | (3,2 %)     |
| Activités immobilières                                                                                    | 17      | 3,2 %   | (5,3 %)     |
| Activités spécialisées, scientifiques et techniques et activités de services administratifs et de soutien | 151     | 28,2 %  | (17,1 %)    |
| Administration publique, enseignement, santé humaine et action sociale                                    | 107     | 20 %    | (14,2 %)    |
| Autres activités de services                                                                              | 40      | 7,5 %   | (8,1 %)     |

Le secteur des activités spécialisées, scientifiques et techniques et des activités de services administratifs et de soutien est prépondérant sur la commune puisqu'il représente 28,2 % du nombre total d'établissements de la commune (151 sur les 535 entreprises implantées  à Clapiers), contre 17,1 % au niveau départemental.

#### Entreprises et commerces
Les cinq entreprises ayant leur siège social sur le territoire communal qui génèrent le plus de chiffre d'affaires en 2020 sont : 
- Osmozis, télécommunications sans fil (7 928 k€)
- R2D Automation - R2Df, fabrication d'autres machines spécialisées (4 304 k€)
- Soc D'exploitation Gayraud Electricite, travaux d'installation électrique dans tous locaux (2 538 k€)
- Caizergues Bernard Jean, travaux d'installation d'équipements thermiques et de climatisation (2 106 k€)
- Sweet Home, activités des marchands de biens immobiliers (2 063 k€)

Le revenu net déclaré moyen par foyer en 2011 s'élève à 38 114 €[source insuffisante].

### Agriculture
|               | 1988 | 2000 | 2010 | 2020 |
| ------------- | ---- | ---- | ---- | ---- |
| Exploitations | 18   | 10   | 7    | 5    |
| SAU (ha)      | 115  | 43   | 12   | 53   |

La commune est dans le « Soubergues », une petite région agricole occupant le nord-est du département de l'Hérault. En 2020, l'orientation technico-économique de l'agriculture  sur la commune est la polyculture et/ou le polyélevage. Cinq exploitations agricoles ayant leur siège dans la commune sont dénombrées lors du recensement agricole de 2020 (18 en 1988). La superficie agricole utilisée est de 53 ha,,.

### Tourisme
- L'espace Tourisme-Europe-Avenir-Emploi qui se situe à l'Ostau (ancienne M.J.C.) fournit une documentation d'activités locales ;
- Un camping-parc aquatique 4 étoiles accueille le public tout le long de l'été.

## Sports
Un tennis, un skatepark, un pump track, un terrain de sport et un gymnase sont à la disposition des associations.

## Culture locale et patrimoine

### Festivités et événements
Chaque année ont lieu :
- Le Festival de la tomate qui se déroule le premier dimanche de septembre dans le Parc Claude Leenhardt[22] (43° 39′ 16,06″ N, 3° 53′ 22,26″ E) ;

- Le festival la Rue Râle (arts de la rue) ;
- Les marchés aux puces ;
- La fête du marché ;
- Le marché de Noël ;
- Le carnaval ;
- Clap'Famille.

### Spécialité culinaire
Les Pétoules de Clapiers, exclusivement vendues au village, sont une sorte de petite meringue aux fruits.

### Lieux et monuments
- Église Saint-Antoine de Clapiers. La petite ville de Clapiers a une église qui porte le nom de Saint-Antoine datant du XIIe siècle. Le Mur-clocher a été inscrit au titre des monuments historiques en 1980[24] ;
- La mairie au centre-ville (l'ancien village) occupe les bâtiments de l'ancienne école élémentaire ;
- Le centre-ville a une partie ancienne autour de l'église et de la mairie ;
- La ville de Clapiers est entourée de vignes pour lesquelles il reste quelques exploitations viticoles en activités ;
- Sur l'esplanade de la ville se trouve une ancienne éolienne ;
- La commune dispose d'un parcours sportif et d'agrément dans la forêt qui l'entoure, de terrains de tennis (récemment réhabilités), d'un centre de jeux aquatique, d'un camping, d'un skatepark, d'un pumptrack, d'une médiathèque (Albert Camus) inaugurée en 2010 et plusieurs stades de football, dont un qui a la meilleure pelouse de la région, ce qui attira le Paraguay en 1998 et les Tonga en 2007 ;
- Dans le parc communal Claude Leenhardt se trouve une mare ;
- Un jeu de piste, une balade culturelle (appelée « le chemin des Peintres ») et un sentier botanique sont à la disposition des Clapiérois ;
- Un espace Tourisme-Europe-Avenir-Emploi est ouvert de temps en temps ;
- La forêt de Clapiers est sillonnée d'innombrables pistes de randonnées, trail et VTT.

### Galerie

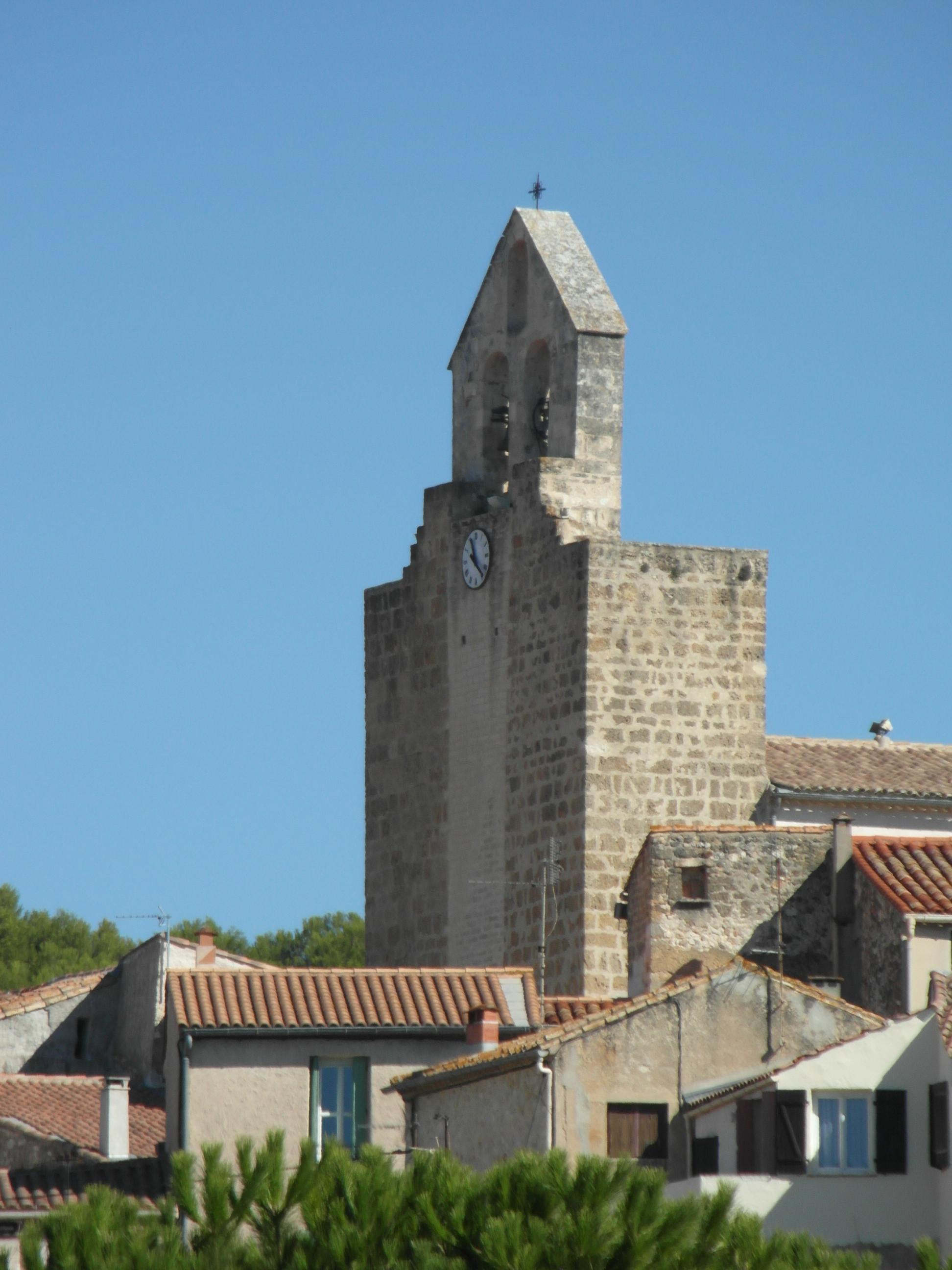
L'église Saint-Antoine de Clapiers.
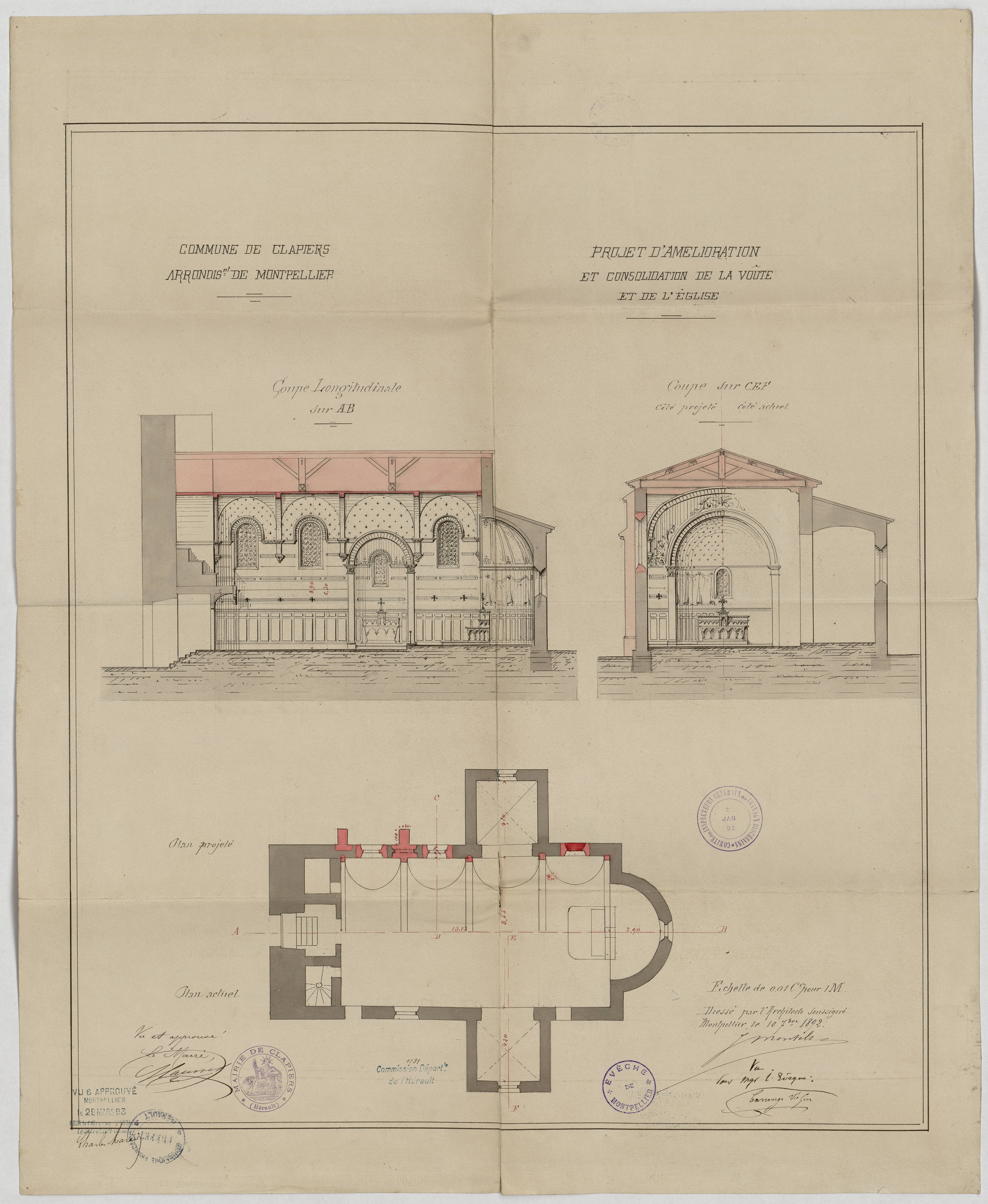
Plans et coupes de la voûte et de l'église (1892).

### Personnalités liées à la commune
Parmi les natifs de Clapiers, on peut citer le peintre Max Leenhardt ainsi que Paulette Martinez. Paulette a notamment témoigné de l’occupation des soldats allemands durant la dernière guerre dans le village et s’est vu remettre, à l’occasion de la fête nationale du 14 juillet 2025, la médaille de citoyenne d’honneur de la commune.